# Peperomia rizzinii
Peperomia rizzinii är en pepparväxtart som beskrevs av Truman George Yuncker. Peperomia rizzinii ingår i släktet peperomior, och familjen pepparväxter. Inga underarter finns listade i Catalogue of Life.